# Droga wojewódzka nr 653
Droga wojewódzka nr 653 (DW653) – droga wojewódzka o długości 74 km, łącząca Sedranki koło Olecka (DK65) z DK16 w Poćkunach.
Droga położona jest na terenie województwa warmińsko-mazurskiego (powiat olecki) oraz województwa podlaskiego (powiat suwalski i powiat sejneński).
Trasa biegnie przez Wigierski Park Narodowy jednocześnie omijając jezioro Wigry. Około 2 km od drogi 653 leży miejscowość Wigry z zabytkowym klasztorem zakonu kamedułów, gdzie odpoczywał w dniach od 8 do 10 czerwca 1999 roku papież Jan Paweł II podczas pielgrzymki po Polsce.

## Historia numeracji
Na przestrzeni lat trasa posiadała różne oznaczenia i klasyfikacje:

| Numer | Kategoria       | Przebieg                         | Lata obowiązywania | Źródło | Uwagi                        |
| ----- | --------------- | -------------------------------- | ------------------ | --- | ---------------------------- |
| 1     | Droga państwowa | Sedranki – Bakałarzewo – Suwałki | ? – 1985           | Samochodowy atlas Polski 1:500 000, wydanie piąte, Państwowe Przedsiębiorstwo Wydawnictw Kartograficznych, 1979, Warszawa                   | Nieznana data nadania numeru |
| 653   | Droga krajowa   | Sedranki – Bakałarzewo – Suwałki | 1985 – 2000/2001   | Uchwała nr 192 Rady Ministrów z dnia 2 grudnia 1985 r. w sprawie zaliczenia dróg do kategorii dróg krajowych (M.P. z 1986 r. nr 3, poz. 16) | –                            |

## Miejscowości leżące przy trasie DW653
Województwo warmińsko-mazurskie
- Sedranki (DK65)
- Szczecinki

Województwo podlaskie
- Bakałarzewo
- Suwałki (projektowana S61, DK8, E67, DW652)
- Stary Folwark miejscowość położona na terenie Wigierskiego Parku Narodowego
- Krasnopol
- Sejny (DW651, DW663)
- Poćkuny (DK16)